# 武豊町立図書館
武豊町立図書館（たけとよちょうりつとしょかん）は、愛知県知多郡武豊町字山ノ神135番地1にある公共図書館。1986年（昭和61年）に開館した。2012年（平成24年）には指定管理者制度を導入し、図書館流通センター（TRC）が指定管理者となっている。
2015年度末の蔵書数は234,418点だった。2015年度の武豊町の人口は42,993人、貸出冊数は479,806点であり、町民1人あたり貸出冊数は11.2冊である。

## 概要・歴史

### 戦前の2つの図書館
1915年（大正4年）には知多郡武豊町に武豊町立図書館が開館した。同年には大正天皇の御大典を記念した図書館が各地に設置されており、愛知県では一宮町立図書館などが設置されているが、武豊町立図書館は御大典と直接的な関係はない。
1921年（大正10年）には森田萬右衛門の功績を称えて、富貴村（現・武豊町）中央部に私立の森田翁頌徳記念図書館が建設された。森田は富貴村戸長・富貴村長・知多郡会議員などを歴任した篤農家であり、富貴村はもとより知多郡全域の農業振興や教育の発展に貢献した人物である。この私立図書館の建設にあたっては17,000円という巨額の費用が投じられている。
『愛知県下公私立図書館記念写真帖』によると、1928年（昭和3年）時点の知多郡には町立10（設立年順に西浦町・豊浜町・常滑町・半田町・横須賀町・成岩町・武豊町・岡田町・大府町・大野町）、村立2（野間村・東浦村）、私立2（富貴村・有松町）の計14の図書館があった。
| 1928年時点の知多郡の図書館 | 1928年時点の知多郡の図書館 | 1928年時点の知多郡の図書館 | 1928年時点の知多郡の図書館 |
| 開館年                     | 設立                       | 名称                       | 所在地                     |
| -------------------------- | -------------------------- | -------------------------- | -------------------------- |
| 1908年（明治41年）         | 町立                       | 西浦町立西浦図書館         | 西浦町（現・常滑市）       |
| 1909年（明治42年）         | 町立                       | 豊浜町立豊浜図書館         | 豊浜町（現・南知多町）     |
| 1909年（明治42年）         | 町立                       | 常滑図書館                 | 常滑町（現・常滑市）       |
| 1914年（大正3年）          | 町立                       | 半田図書館                 | 半田町（現・半田市）       |
| 1914年（大正3年）          | 町立                       | 横須賀町立横須賀図書館     | 横須賀町（現・東海市）     |
| 1914年（大正3年）          | 町立                       | 成岩町立大正図書館         | 成岩町（現・半田市）       |
| 1915年（大正4年）          | 町立                       | 武豊町立武豊図書館         | 武豊町                     |
| 1916年（大正5年）          | 町立                       | 岡田町立岡田図書館         | 岡田町（現・知多市）       |
| 1919年（大正8年）          | 町立                       | 大府町立図書館             | 大府町（現・大府市）       |
| 1923年（大正12年）         | 村立                       | 野間村立奥田図書館         | 野間村（現・美浜町）       |
| 1925年（大正14年）         | 町立                       | 大野町立大野図書館         | 大野町（現・常滑市）       |
| 1927年（昭和2年）          | 村立                       | 東浦村立公益図書館         | 東浦村（現・東浦町）       |
| 1927年（昭和2年）          | 私立                       | 森田翁頌徳記念図書館       | 富貴村（現・武豊町）       |
| 1927年（昭和2年）          | 私立                       | 桶狭間青年図書館           | 有松町（現・名古屋市緑区） |

### 武豊町中央公民館図書室

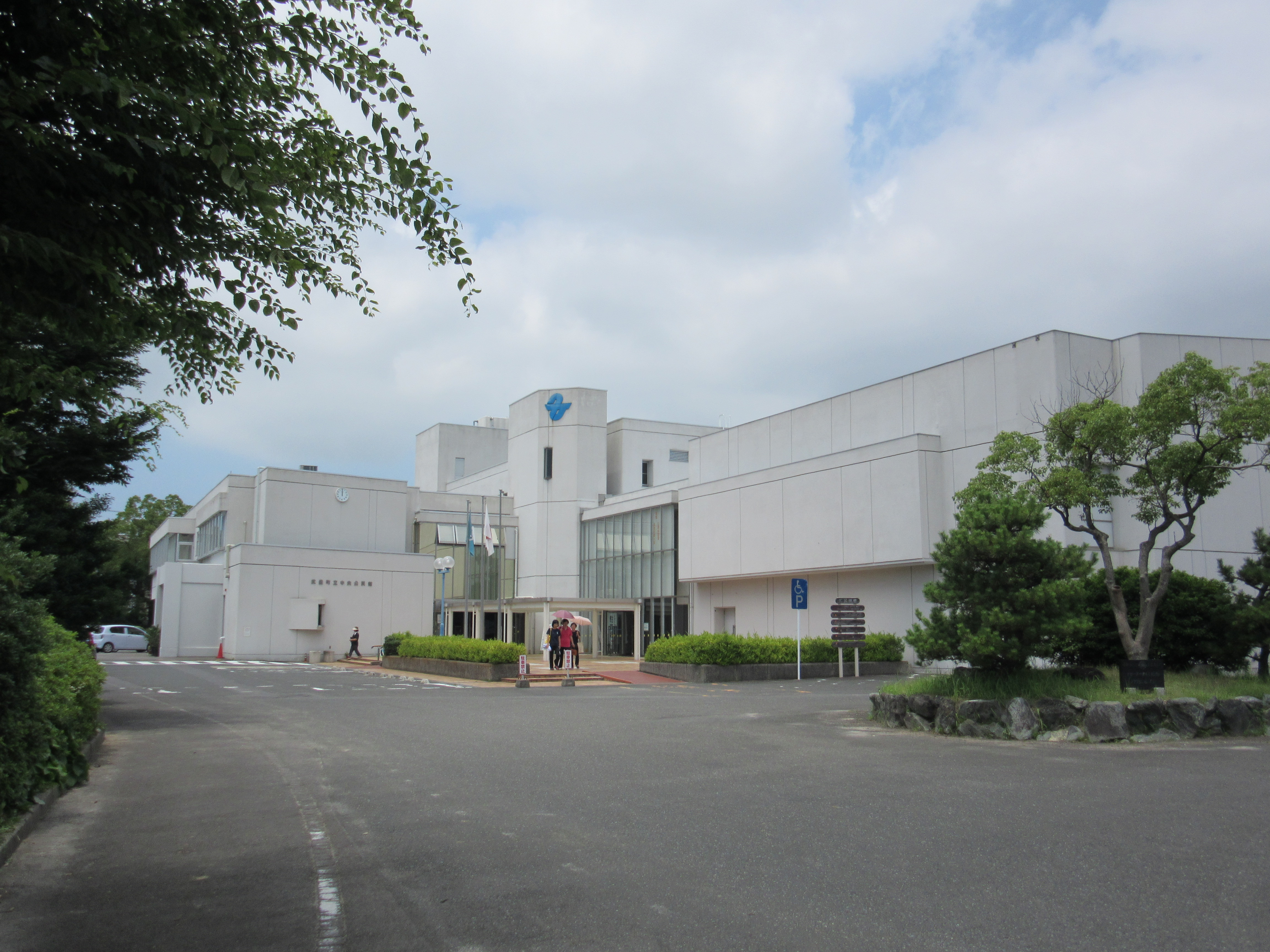
1976年に図書室が設置された武豊町中央公民館

1976年（昭和51年）には武豊町中央公民館が建設され、中央公民館内には公民館図書室が設置された。1982年度（昭和57年度）の中央公民館図書室は9,882冊の蔵書を有しており、貸出冊数は15,682冊だった。図書館設置前には知多地域の市町による拠出金で購入した図書「一万円文庫」の巡回読書が行われていた。また、愛知県図書館が武豊町域にも移動図書館（いずみ号）を巡回させており、1982年度（昭和57年度）には2,533冊が貸し出されている。

### 武豊町立図書館（1986年 - ）

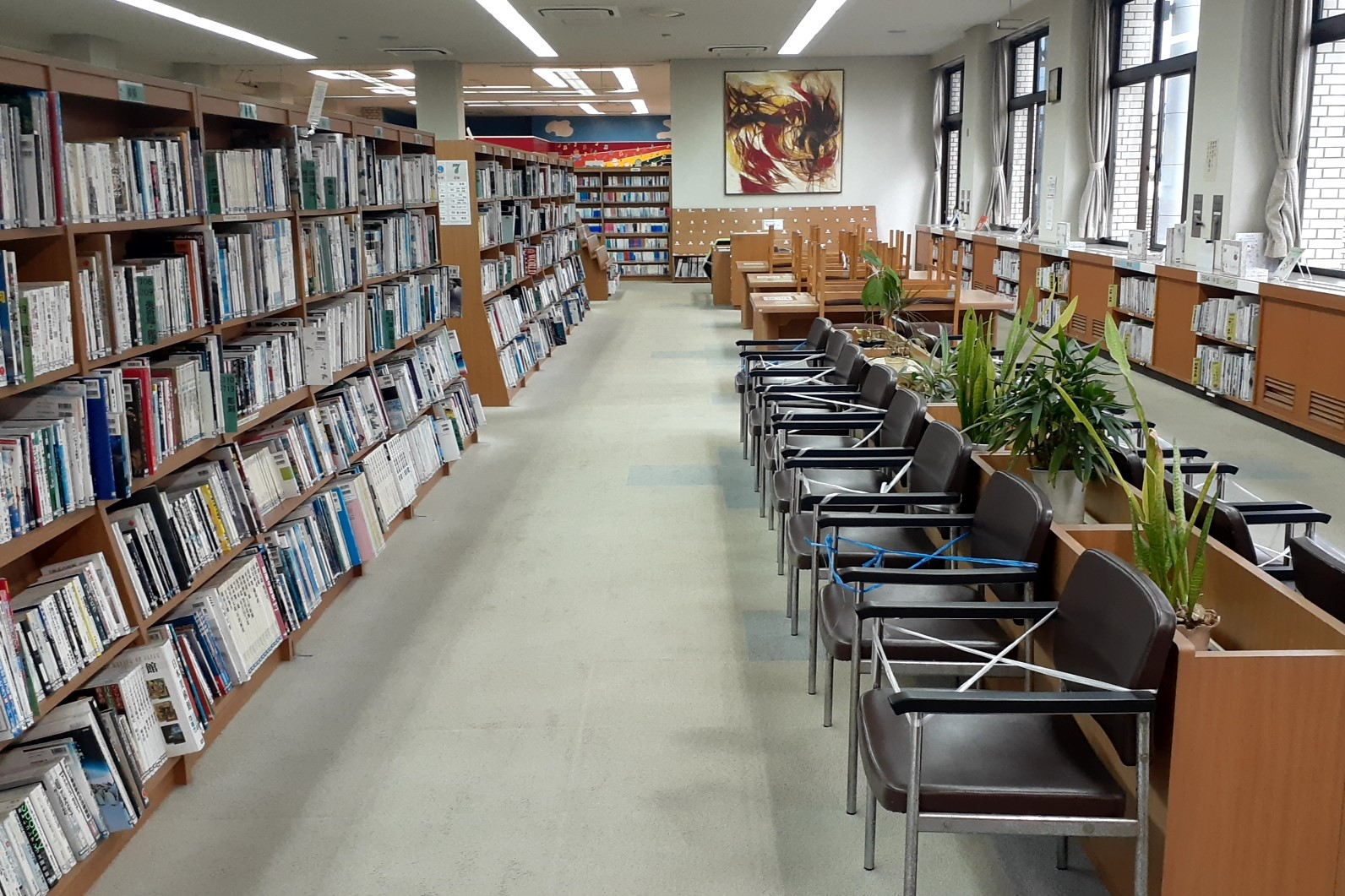
武豊町立図書館の館内

1983年（昭和58年）の第2次武豊町総合計画において、公共公益施設整備事業第2期として図書館の建設が位置付けられた。同年8月には基本構想が策定され、10月には設計に着手。1985年（昭和60年）5月11日には第2期の工事が着工し、1986年（昭和61年）3月20日に竣工。1986年8月1日に開館記念式典を挙行し、同日午後から一般業務を開始した。1986年度末の蔵書数は29,475冊であり、1986年度（8か月間）の貸出冊数は95,089冊だった。同時期の武豊町の人口は36,644人であり、1人あたり貸出冊数は2.5冊だった。
1987年（昭和62年）5月には一般閲覧室に郷土資料コーナーが設置され、10月には一般閲覧室にヤングアダルトコーナーが設置された。1993年（平成5年）11月には「図書館フェスタ」が初開催されている。1994年（平成6年）4月には愛知県図書館のオンライン検索端末（OPAC）が設置され、11月には美浜町や半田市にキャンパスを持つ日本福祉大学附属図書館とのオンライン化が図られた。
1986年8月に開館。1992年（平成4年）2月には貸出冊数が100万冊を超え、1995年6月には貸出冊数が200万冊を超え、1998年（平成10年）7月1日には貸出冊数が300万冊を超えた。開館から12年間で300万冊の大台に到達しており、これは愛知県内の町立図書館の中で三指に入るほどのペースであるという。2003年（平成15年）4月26日には開館から16年8か月で500万冊を突破した。2003年時点の蔵書数は約17万冊、貸出冊数は約40万冊であり、いずれも愛知県内の町立図書館の中ではトップクラスである。
2012年（平成24年）には指定管理者制度を導入し、図書館流通センターが指定管理者となった（5年間）。2014年（平成26年）7月9日には開館以来の貸出冊数が1,000万冊を超えている。2015年（平成27年）9月には視覚障害者に対してマルチメディアデイジー資料の提供を開始し、『武豊町沿革町勢要覧』をデジタル化して公式ウェブサイト上で公開した。

## 施設
武豊町立図書館を含む公共公益施設整備事業第2期全体の事業費は8億3286万375円である。建物の設計は司設計事務所、施行は鴻池組・岩部建設共同企業体。鉄筋コンクリート造2階建であり、延床面積は2,740.69m2である。図書館の建物は親水公園のアサリ池にせり出す形で建設されており、アサリ池は今日でも洪水調整池としての機能を担っている。西側には武豊町中央公民館と武豊町歴史民俗資料館が隣接するが、この2施設は武豊町立図書館とは異なり、西光寺池を埋め立てて建設されている。「水上」にある図書館は全国でも珍しいとされ、開館時にはそのデザインが注目を集めた。
図書館前のアサリ池のほとりには、1995年（平成7年）2月に長野県上伊那郡高遠町（現伊那市高遠町）の高遠町ライオンズクラブから贈られた7本のコヒガンザクラが植えられている。1998年秋には日本各地で桜の狂い咲きが見られたが、同年10月下旬にはこのコヒガンザクラのうち2本が季節外れの満開となった。
図書収容能力は12万冊であり、一般図書室に38,000冊、児童図書室に10,000冊、参考資料室に2,000冊、閉架書庫に7万冊である。建物の1階に一般図書室、児童図書室、展示室、閉架書庫などが、2階に参考資料室、学習室、視聴覚室、会議室などがある。

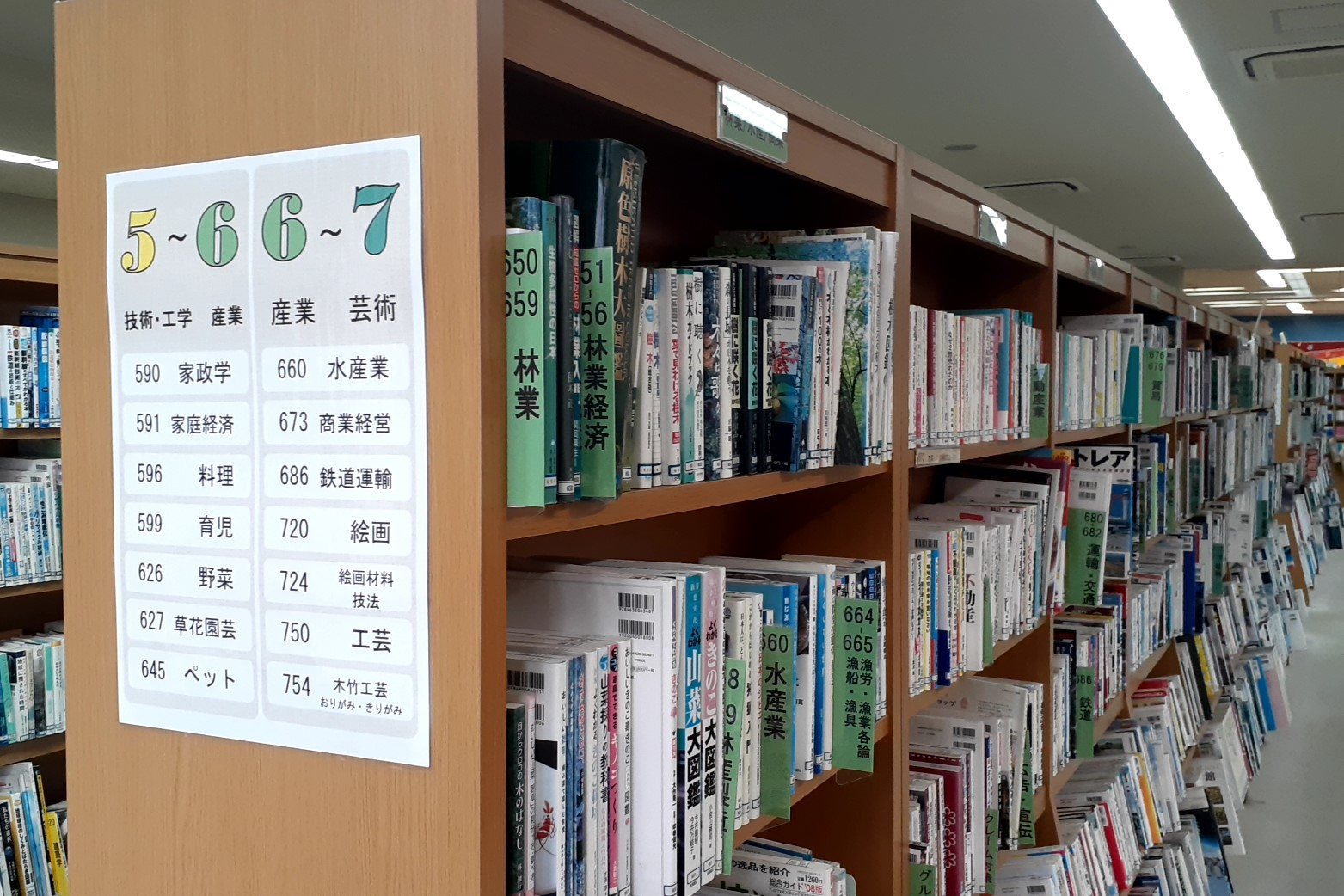
書架
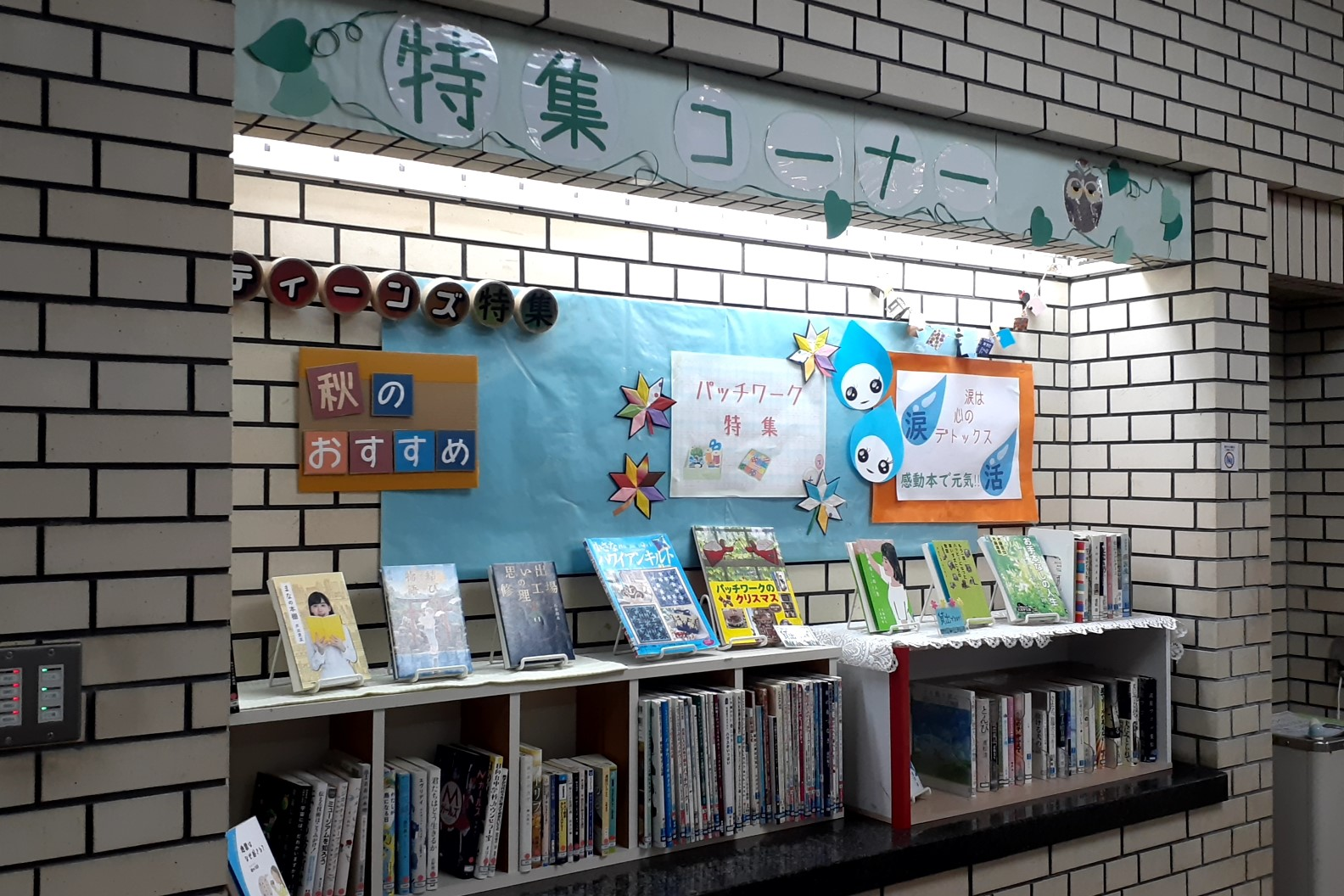
特集コーナー
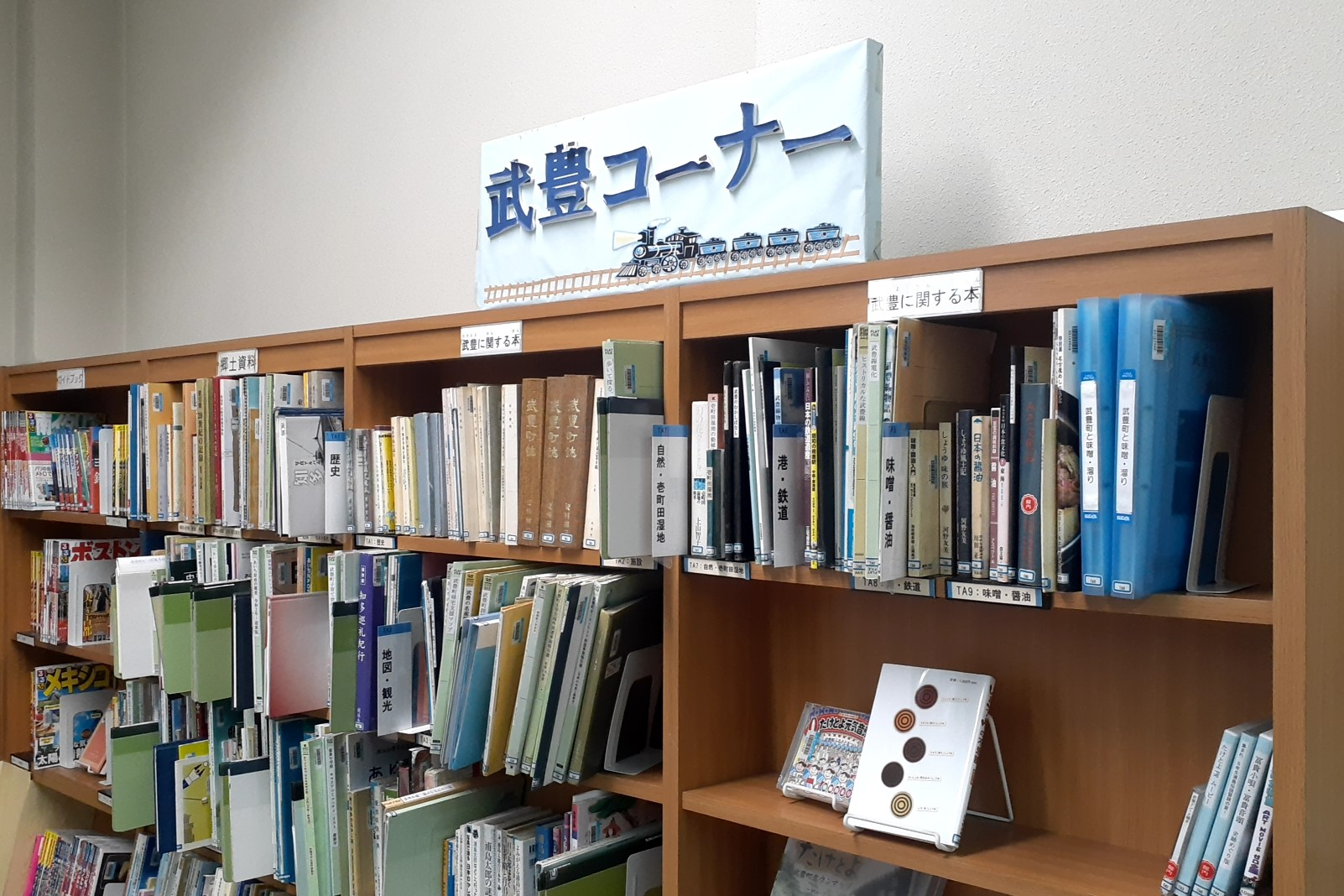
郷土資料コーナー

## 利用案内
| 開館時間   | 9時-19時 |
| 休館日     | 月曜日、毎月最終金曜日、年末年始、特別資料整理期間                                                                        |
| 冊数・期間 | 10点まで2週間 |
| 貸出可能者 | 知多半島5市5町の在住・在勤・在学者 （武豊町・東海市・大府市・知多市・半田市・常滑市・東浦町・阿久比町・美浜町・南知多町） |

1986年の開館時の開館時間は「10時-17時30分」であり、貸出冊数・貸出期間は5冊まで2週間以内だった。貸出登録ができるのは武豊町の在住・在勤・在学者のみであり、小学1年生以上に限られていた。1994年10月には視聴覚資料の貸出が開始され、1996年（平成8年）4月には視覚障害者に対する郵送貸出が開始された。1999年（平成11年）3月には公式ウェブサイトを開設し、4月には祝日の開館を開始した。
2003年（平成15年）4月には開館時間を18時まで延長し、知多半島5市5町（武豊町・東海市・大府市・知多市・半田市・常滑市・東浦町・阿久比町・美浜町・南知多町）に対する広域貸出を開始した。2007年（平成19年）10月にはインターネット検索や資料予約サービスを開始し、2008年（平成20年）には愛知県図書館が運営する蔵書横断検索サイト「愛蔵くん」に登録した。
2012年（平成24年）には指定管理者制度導入にともなって開館時間が「9時 - 19時」に延長されている。同年5月には文庫本コーナーが設置され、11月には名鉄河和線富貴駅に返却ポストが新設された。